# Кожанувка (гміна Кодень)
Кожанувка (пол. Kożanówka) — село в Польщі, у гміні Кодень Більського повіту Люблінського воєводства. Населення — 49 осіб (2011).

## Історія
За даними етнографічної експедиції 1869—1870 років під керівництвом Павла Чубинського, у селі переважно проживали греко-католики, які розмовляли українською мовою.
У 1975—1998 роках село належало до Білопідляського воєводства.

## Демографія
Демографічна структура станом на 31 березня 2011 року:
|          | Загалом | Допрацездатний вік | Працездатний вік | Постпрацездатний вік |
| -------- | ------- | ------------------ | ---------------- | -------------------- |
| Чоловіки | 26      | 8                  | 11               | 7                    |
| Жінки    | 23      | 1                  | 7                | 15                   |
| Разом    | 49      | 9                  | 18               | 22                   |